# Tragiskt telegram

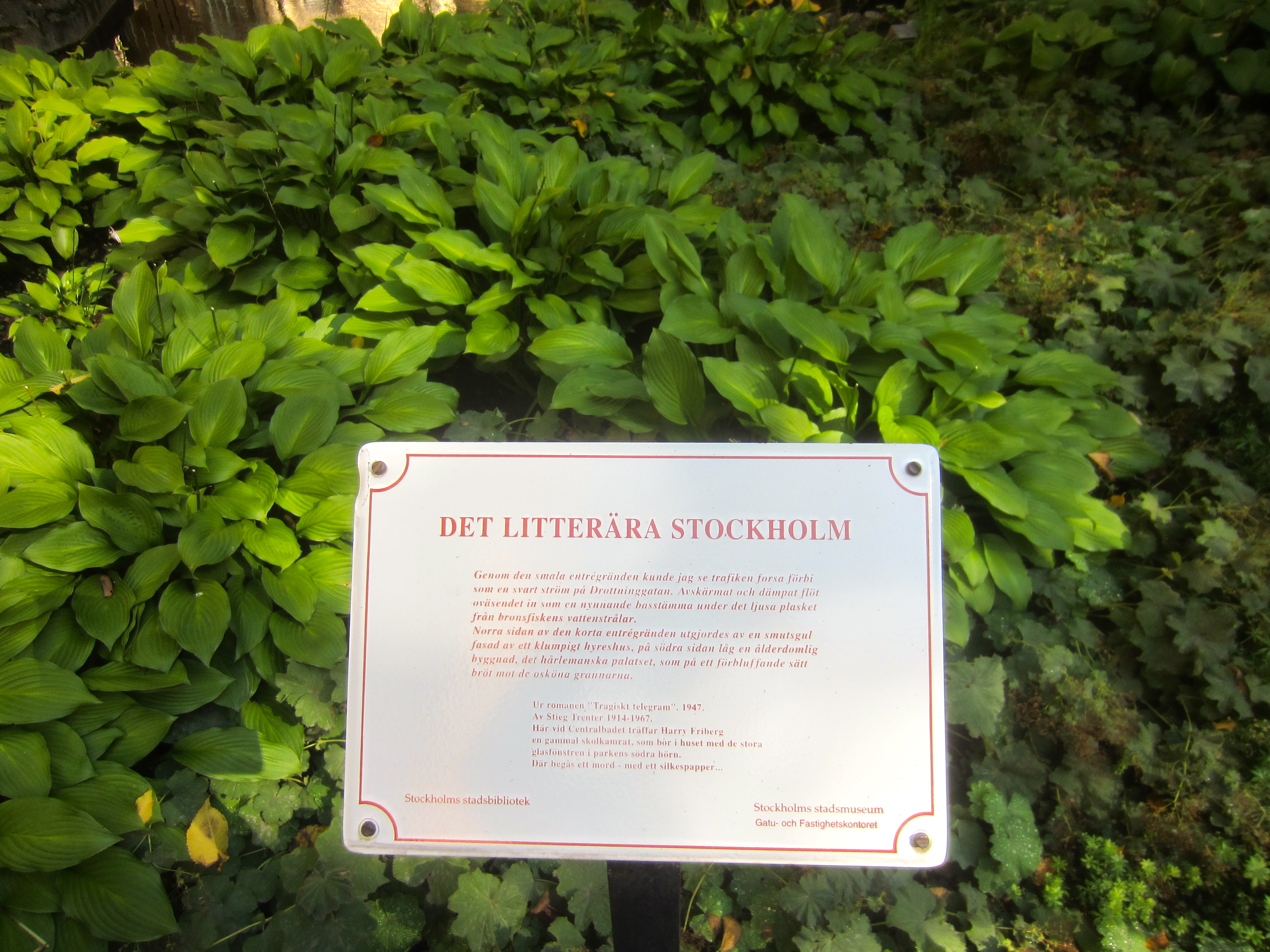
Litterär skylt, Tragiskt telegram, vid Centralbadet.

Tragiskt telegram är en kriminalroman av Stieg Trenter utgiven 1947.

## Handling
Två italienska markisdöttrar från samma lilla stad i Ligurien hade i början av 1920-talet gift sig med varsin svensk skeppsredarson. Lucia Halden och Jana Ritter är nu änkor sedan slutet av 30-talet  och delar såväl den vackra våningen vid Centralbadsparken, som den toppmoderna sommarstugan på Värmdön.
Stämningen vid Lucias födelsedagsmottagning 2 maj 1947 är ansträngd och blir inte bättre av det mystiska telegram som anländer. Det är dock telefonsamtalet som kommer strax därpå som får födelsedagsbarnet att skicka iväg gästerna. Den yngre generationen beger sig en trappa ner och improviserar en vickning med dans till jazzmusik. Under tiden tar någon livet av Jana på ett raffinerat sätt.

## Persongalleri
- Harry Friberg, fotograf, journalist och amatördeckare
- Vesper Johnson, kriminalintendent
- Jahde, kommissarie
- Curt Segher, skribent, gammal skolkamrat med Harry Friberg
- Tessan Segher, född Halden, Curts fru, alkoholist
- Ann-Charlotte Lundgren, född Halden, Tessans syster
- Bert Lundgren, affärsman med planer på importagentur, gift med Ann-Charlotte
- Lucia Halden, redaränka, ägare till Haldenrederiet, dotter till en italiensk markis, ingift faster till Tessan och Ann-Charlotte
- Josephina, hembiträde, Lucias trotjänarinna
- Jana Ritter, redaränka, ägare till rederiet Tre Stjärnor, markisdotter
- Piera Schiaffino, konststuderande, Janas systerdotter, markisdotter
- Artur Kohl,  direktör, bosatt i New York, gammal kavaljer till Lucia Halden
- Rolf Elliot, sol- och vårare
- Carl Berg, direktörsassistent, festdeltagare
- Vera Berg, gift med Carl, festdeltagare

## Miljöer
Inledningen till denna mordhistoria utspelar sig i ett av de hus som omger Centralbadsparken i Stockholm, närmare bestämt huset till vänster om Hårlemanska malmgården. Parken utgör en suggestiv miljö, särskilt på kvällen. Det faktum att grinden till parken låses om nätterna spelar en viss roll i boken. Det hus där flera av huvudpersonerna bor har också intressanta möjligheter för en deckarintrig, med flera utgångar och utskjutande våningar.
Den avslutande delen äger rum i Levanto, den lilla italienska stad i Ligurien, som de båda redaränkorna härstammar från. Sommaren 1947, efter Parisfreden, var det åter möjligt att resa ner över kontinenten på semester. Harry Friberg reser med båt från Stockholm till Rotterdam och har sin bil med sig - hans nya, blänkande Morris står som däckslast. Han bilar vidare till Paris enligt planen. Där befinner sig Vesper Johnson, på hemväg från USA, där han befunnit sig under hela den dittillsvarande delen av historien. Denne övertalar Friberg att agera chaufför, med Italien som mål: mördaren kommer att finnas där, menar Johnson.
Detta är den första av Stieg Trenters böcker där handlingen delvis utspelas i Italien, ett land som Trenter var mycket förtjust i.

## Övrigt
Romanen finns med på "Världsbibliotekets lista över de 50 bästa kriminalverken".